# Los Invisibles (banda)
Los Invisibles son un grupo de rock granadino cuyo nombre está inspirado en el cómic estadounidense Los Invisibles, creado por Grant Morrison para Vertigo Comics / DC Comics (Planeta DeAgostini en España).
En su MySpace el grupo indica que las canciones de Los Invisibles son "sencillas, contundentes y certeras". En su MySpace hicieron disponibles las canciones La invasión de los bulanicos, Hikikomori, 007 en Siberia y El vellocino plateado. 
El 14 de abril de 2010 su cantante, Banin Fraile, declaraba, al responder sobre el estado del grupo, que “lo que hay lo grabamos en un día y la cosa se quedó ahí. Tengo más canciones terminadas y algún día me gustaría sacar algo, pero tampoco dispongo de todo el tiempo que me gustaría para dedicarle y hacerlo bien".

## Formación
- Banin Fraile: guitarras, teclados y voz (componente también de Los Planetas y Los Pilotos).
- Florent Muñoz: guitarras (también en Los Planetas  y en Los Pilotos).
- Julián Méndez: bajo (ex Lori Meyers y ex Los Planetas).
- José A. Uribe: batería (también en Matilda y Eskorzo).